# Sun Lianzhong
Sun Lianzhong (chinois simplifié : 孙连仲, chinois traditionnel : 孫連仲, pinyin : Sun Lianzhong, Wade-Giles : Sun Lian-chung) (2 février 1893 – 14 août 1990) est un chef militaire du Kuomintang qui lutta à la fois contre l'Armée impériale japonaise et le Parti communiste chinois. Surtout connu pour avoir commandé le 2e groupe d'armées à la bataille de Taierzhuang, il fait une longue carrière militaire.
Durant l'époque des seigneurs de la guerre (1916-1928), il sert dans l'armée du Nord-Ouest de Feng Yuxiang, participe à l'expédition du Nord avec Zhang Zuolin, et dans l'armée de Yan Xishan contre Tchang Kaï-chek durant la guerre des plaines centrales. Il commande ensuite des forces durant la 2e, 3e, et 5e campagne d'encerclement (en) contre la République soviétique du Jiangxi.
Durant la Seconde Guerre sino-japonaise, il commande la 1re armée durant l'opération de la voie ferrée Pékin-Hankou en août 1937. Il est également à la tête du 2e groupe d'armées à la bataille de Taiyuan, à la bataille de Xuzhou, à la bataille de Taierzhuang, à la bataille de Wuhan, à la bataille de Suixian-Zaoyang, durant l'offensive d'hiver 1939-40 (en), à la bataille de Zaoyang-Yichang, et à la bataille du Sud de Henan. Vice-commandant de la 6e zone de guerre, il participe à la bataille de l'Ouest d'Hubei, et en tant que commandant en chef de la 6e zone de guerre, il défait les Japonais à la bataille de Changde. Il reste à ce commandement jusqu'à la fin de la guerre.
En 1945, Sun Lianzhong est nommé commandant en chef de la 11e zone de guerre, capture les régions de Tianjin, de Pékin, de Baoding, et de Shihchiachwan, et y fait prisonnier les troupes japonaises. Cependant, les forces du Kuomintang reprennent aussitôt le combat contre les communistes et la guerre civile chinoise redémarre. Deux ans plus tard, Sun démissionne de son poste dans le Nord de la Chine et s'installe dans la capitale Nankin avant de fuir à Taïwan en 1949 où il ouvre un restaurant avec son ami le général Pang Bingxun.

## Carrière militaire
- 1912 : s'enrôle dans l'armée en tant que simple soldat
- 1926 : rejoint l'armée du Nord-Ouest de Feng Yuxiang et devient commandant de division
- 1928 : commandant du 2e groupe d'armées
- 1928-1929 : gouverneur militaire de la province du Qinghai
- 1929-1930 : président du conseil de la province du Gansu
- 1930 : commandant des troupes du Gansu de l'armée du Nord-Ouest de Yan Xishan contre Tchang Kaï-chek
- 1930 : rejoint le Kuomintang et devient commandant de l'armée de la 26e route
- 1931 : l'armée de la 26e route participe au 2e et 3e campagnes contre la république soviétique du Jiangxi
- 1934 : participe à la 5e campagne d'encerclement contre le Jiangxi, et devient gouverneur de Yuan Yang
- 1936 : repousse l'offensive communiste et commande le 42e corps
- 1937 : commandant de la 1re armée
- 1937 : vice-commandant en chef du 2e groupe d'armées
- 1937-1944 : commandant en chef du 2e groupe d'armées
- 1938 : commandant en chef du 3e corps d'armées
- 1940 : vice-commandant en chef de la 5e zone de guerre
- 1943 : commandant en chef par intérim de la 6e zone de guerre
- 1943-1945 : commandant en chef de la 6e zone de guerre
- 1945 : commandant en chef par intérim de la 11e zone de guerre
- 1945-1947 : président du gouvernement de la province du Hebei
- 1945-1947 : directeur du quartier-général pour la pacification de Baoding
- 1947 : démission de ses fonctions et devient commandant de la garnison de Nankin
- 1948 : commandant de l'armée du palais présidentiel et du sénat
- 1949-1954 : se rend à Taïwan, conseiller militaire au palais présidentiel, membre du comité central du Kuomintang, et du comité de direction disciplinaire
- 1955-1988 : continue de travailler pour le gouvernement et ouvre un restaurant avec Pang Bingxun
- 1990 : meurt de maladie à Taipei

Descendants : Paul Anthony Sun (né le 2 avril 1996), Eric Michael Sun (né le 5 avril 1994).